# Левшунов, Артём Андреевич
Артём Андре́евич Левшуно́в (бел. Арцём Андрэевіч Леўшуноў; род. 28 октября 2005, Жлобин, Гомельская область) — белорусский хоккеист, защитник хоккейного клуба «Чикаго Блэкхокс».
Хоккеем начал заниматься в родном Жлобине, после чего переехал в Минск, где продолжил свой хоккейный путь. Профессиональную карьеру начал в 2021 году, выступая за юношескую сборную Беларуси в высшей лиге чемпионата страны. В этом же году дебютировал в составе молодёжной сборной на молодёжном чемпионате мира (1 дивизион). В 2022 году переехал в США, где продолжил карьеру в Хоккейной лиге страны. Также выступал в студенческой лиге за команду Университета штата Мичиган. В 2024 году на драфте НХЛ был выбран в первом раунде под общим вторым номером клубом «Чикаго Блэкхокс». Таким образом Левшунов превзошёл предыдущий рекорд белорусских хоккеистов на драфте НХЛ. Через несколько дней подписал контракт новичка с «ястребами».

## Биография
Родился 28 октября 2005 года в Жлобине. Его отец умер в возрасте 46 лет во время пандемии COVID-19 от осложнений на сердце, вызванных COVID-19. Мама Инна работает инженером. Брат Артёма, Кирилл Левшунов (род. 2000), выступал за различные клубы белорусской экстралиги и высшей лиги чемпионата Беларуси, а также вместе с юниорской сборной республики занял 8-е место на юниорском чемпионате мира в России.
Левшунов начал играть в хоккей в Центре олимпийского резерва Жлобина. Его первый тренер Сергей Римашевский отмечал, что на детских турнирах он был одним из лидеров команды, который выходил в первой паре защитников и действовал очень надёжно. В 2018 году Левшунов переехал в Минск и продолжил карьеру в СДЮШОР «Динамо». Одним из факторов, который определил дальнейшую команду хоккеиста, стала его бабушка, которая жила в Минске.

## Спортивная карьера

### Карьера в Беларуси
Когда Левшунову было 13 лет, его впервые заметил будущий агент хоккеиста Дэн Мильштейн. В то время он ещё играл в родном Жлобине. Скауты позвонили Мильштейну и сказали, что «нашли следующего Кейла Макара». Команда скаутов долго следила за молодым хоккеистом и по итогу в 2022 году привезла его в Северную Америку.
Первой профессиональной командой Левшунова стала сборная Беларуси до 17 лет, с которой он выступал в высшей лиге чемпионата Беларуси в сезоне 2020/21. В том сезоне они заняли 4 место. Тогда Левшунов за 46 игр в регулярном чемпионате набрал 26 очков, а в плей-офф в 7 матчах заработал 5 очков. В следующем сезоне играл за юниорскую сборную Беларуси, вместе с которой продолжил выступать в высшей лиге. За 46 игр регулярного чемпионата набрал уже 63 очка, а в плей-офф за 13 игр заработал 17 очков.
В 2021 году вместе с молодёжной сборной Беларуси занял первое место в группе А на молодёжном чемпионате мира (1 дивизион) в Дании. На том турнире за 5 игр отдал три результативные передачи. Таким образом сборная вышла в топ-дивизион, однако из-за санкций IIHF не смогла принять участие на чемпионате мира 2023 года. На турнире в Дании Левшунов играл во второй паре защитников с Кириллом Ярутой.
9 февраля 2022 года сборная Беларуси проводила товарищеский матч с хоккейным клубом «Металлург». Этот матч стал дебютным для Левшунова за национальную сборную. Вместе с Сергеем Сапего он вышел в первой паре защитников. Впервые за долгое время в Беларусь прибыли скауты хоккейных клубов «Торонто Мейпл Лифс» и «Миннесота Уайлд» чтобы лично посмотреть на игру Левшунова. Тот матч сборная выиграла, а скауты после него заявили, что «даже в России нету игроков такого плана: праворукий, катается, с хорошим движением, хорошо видит площадку». После тренировки в составе сборной страны главный тренер команды Крэйг Вудкрофт отметил лидерские качества Левшунова, а также сказал, что он, обладая потрясающей техникой и редким хоккейным мышлением для 16 лет, быстро понимает игру и принимает правильные решения в нужные моменты. «Быть на таком уровне в 16 лет – это большая редкость. Это определенно особенный парень», — добавил Вудкрофт.
В мае 2022 года вместо со сборной также принял участие в турнире «St. Petersburg Cup». За три матча хоккеист не заработал результативных очков, однако в финале турнира против сборной России был признан лучшим игроком в составе сборной Беларуси, играя в первой паре защитников с Сергеем Сапего. По итогу команда Левшунова заняла второе место на том турнире, обыграв лишь молодёжную сборную России.

### Переезд в Америку
В 2022 году хоккейный клуб «Грин-бей» выбрал Левшунова под общим 111-м номером на драфте второй фазы Хоккейной лиги США. Сам же игрок изначально хотел играть в Канадской хоккейной лиге, но не смог из-за правил лиги, по которым из-за вторжения России на Украину в составы команд лиги не принимаются игроки с белорусским и российским гражданствами. Левшунов приехал в лагерь 16-летним подростком, едва владеющим английским языком. На старте сборов его сопровождала только мама. Изначально хоккеиста хотело заполучить минское «Динамо»: журналист Олег Протасов включал Левшунова в список топ-проспектов «зубров», а руководство «Динамо» в открытую говорило, что с удовольствием бы подписали хоккеиста, однако из-за возраста не могут дать ему возможность дебютировать в КХЛ.
22 сентября 2022 году дебютировал в лиге против клуба «Сью Сити». В своем дебютном матче Левшунов забросил первую шайбу в игре и открыл счет своих результативных действий в лиге. В сезоне 2022/23 за 62 игры забросил 13 голов и отдал 29 результативных передач. В том сезоне не раз признавался лучшим защитником недели, а также был включен в первую сборную новичков USHL и третью сборную всех игроков USHL. После нескольких игр главный тренер команды сказал, что Левшунова «уже сейчас можно драфтовать в первом раунде».
В сезоне 2023/24 продолжил карьеру в Национальной ассоциации студенческого спорта, в которой выступал за хоккейную команду Университета штата Мичиган. Агент хоккеиста Дэн Мильштейн заявил, что Левшунов уже перерос уровень USHL и, перейдя в NCAA, «он продолжит прогрессировать, играя против лучших 18-24-летних ребят». 7 октября 2023 дебютировал в NCAA против клуба «Лейк Супериор Стэйт Лейкерс». В поединке он играл в первой паре обороны, нанес 5 бросков по воротам соперника, однако результативных баллов получить не смог. Дебютную шайбу хоккеист смог забросить 8 октября 2023 года в матче против клуба «Лейк Супериор Стэйт Лейкерс». За 38 игр в NCAA Артем забросил 9 шайб и отдал 26 результативных передач и закончил сезон с показателем полезности «+27». Левшунов — второй по результативности среди защитников-новичков и лидер по плюс-минус в лиге. По итогу он получил четыре награды на конференции Big Ten: он был назван лучшим игроком года в обороне и лучшим новичком года, а также вошёл в первую символическую сборную All-Big Ten и в команду новичков. Партнёры по команде и тренерский штаб отмечали преданность хоккеиста к спорту, высокий уровень понимания игры, а также атлетизм игрока.

### Драфт-2024
Занимал 2-е место в промежуточном рейтинге лучших североамериканских хоккеистов драфта НХЛ 2024 года, составленном Центральным скаутским агентством НХЛ. Большинство специалистов были уверены, что хоккеист уйдет в первой десятке. А кто-то и вовсе предполагал, что Артема заберут в первой пятерке или даже тройке. Эксперты отмечали множество полезных навыков хоккеиста. Например, катание, мобильность, скорость и физическое состояние. Заместитель управляющего редактора сайта НХЛ Адам Кимельман заявил, что «после Селебрини, Левшунов, возможно, станет самым готовым к НХЛ игроком на драфте 2024 года».
В 2024 году на драфте НХЛ был выбран в первом раунде под общим вторым номером клубом «Чикаго Блэкхокс». Таким образом хоккеист превзошёл предыдущий рекорд белорусских хоккеистов на драфте НХЛ: в 1996 году «Анахайм Дакс» выбрал защитника Руслана Салея в первом раунде под общим девятым номером. Помимо выше сказанного, Левшунов стал сороковым белорусом, которого выбрали на драфте НХЛ.
В хоккейном сообществе ходило мнение, что «Чикаго» также хочет вторым номером выбрать российского нападающего Ивана Демидова, который на тот момент имел опыт игры в КХЛ. Болельщики клуба также больше желали видеть в команде именно Демидова. Сам же россиянин в разговоре с Левушновым сказал, что хотел бы оказаться в стане «ястребов». Генеральный менеджер Кайл Дэвидсон сказал, что выбрал Левшунова вместо Демидова, потому что считает его «полным пакетом» с габаритами, агрессивностью, мобильностью и способностью вести атаку. Сам же Демидов по итогу был выбран в 1-м раунде под общим 5-м номером клубом «Монреаль Канадиенс».

### В структуре клуба «Чикаго Блэкхокс»
7 июля 2024 года стало известно, что хоккеист подписал трехлетний контракт новичка с клубом «Чикаго Блэкхокс». Генеральный менеджер команды Кайл Дэвидсон сказал, что Левшунов — «сильный двусторонний защитник, у которого есть все необходимое, чтобы стать высококлассным игроком в НХЛ, и мы (клуб «Чикаго Блэкхокс» — Прим. ред.) рады продолжить его развитие на профессиональном уровне». Подписание контракта означает, что хоккеист продолжит профессиональную карьеру в структуре «ястребов». Однако попасть в основной состав будет не просто: недавно клуб подписал двух опытных защитников Алека Мартинеса и Ти Джея Броди.
11 сентября 2024 года стало известно, что Левшунов получил повреждение правой ноги на тренировке из-за попадания в неё шайбы. После получения травмы хоккеист пропустил турнир проспектов Tom Kurvers Prospect Showcase в Сент-Луисе. Были прогнозы, что Левшунов пропустит месяц из-за травмы, однако 25 сентября он вновь приступил к тренировкам. 2 октября журналист Тэб Бэмфорд сообщил, что Левшунов уже не катается в зелёной майке, которая сигнализировала о том, что ему нужно избегать силовой борьбы на льду. Однако из-за травмы молодой хоккеист пропустил старт сезона: клуб поместил его в список травмированных. В одном из интервью Левшунов заявил, что катался на сломанной ноге около месяца, прежде чем узнал, что она сломана.
22 октября стало известно, что хоккеист был выведен из списка травмированных и оправлен в фарм-клуб «ястребов» команду «Рокфорд Айсхогс». 26 октября дебютировал в АХЛ в матче против хоккейного клуба «Манитоба Мус». Левшунов был заявлен на игру во второй паре защитников вместе с Каваном Фитджеральдом. По итогу команда белоруса одержала победу, а хоккеист отдал одну результативную передачу, закончив встречу с показателем полезности «+1». Уже начиная с третьей игры в чемпионате Левшунов стал выступать в первой паре защитников с американцем Кевином Корчински. Свою первую шайбу белорус забросил 9 октября в пятом матче против хоккейного клуба «Гранд-Рапидс Гриффинс». 9 марта 2025 года стало известно, что Левшунова вызвали в «Чикаго Блэкхокс». До этого вызова хоккеист провел в АХЛ 50 матчей и набрал 22 очка.
10 марта 2025 года Левшунов дебютировал в НХЛ в матче против клуба «Колорадо Эвеланш». Он провел на льду 20 минут 55 секунд и заработал показатель полезности «-1». Таким образом хоккеист стал 17 белорусом, дебютировавшим в НХЛ, являясь самым младшим среди них. Тот матч команда Левшунова проиграла со счетом 0:3. Левшунов дебютировал в 19 лет 4 месяца и 10 дней. Он стал 7-м белорусским защитником в НХЛ (до него в Лиге отметились Руслан Салей, Владислав Колячонок, Илья Соловьев, Олег Микульчик, Дмитрий Коробов и Роман Граборенко.

## Анализ игры
Издание The Hockey Writers опубликовало отчет о Левшунове перед драфтом 2024 года. В нём было сказано, что в первую очередь белорусский хоккеист позиционируется как атакующий защитник, доминирующий и созидающий, умеющий уверенно входить в чужую зону. Он также активно подключается к атакам команды и уверенно чувствует себя как снайпер, так и второстепенный плеймейкер.
Автор издания также отметил, что хоккеист хорошо катается и очень подвижен в поперечном направлении, что помогает ему смещаться на фланги и выбирать наилучшие варианты паса и либо совершать броски сквозь трафик. В отчёте также было уделено внимание прогрессу молодого защитника: в начале игры в USHL Левшунов был не очень хорошо в обороне, однако это длилось недолго, и к концу сезона он стал доминирующим двусторонним игроком. Перейдя в NCAA Левшунов также в начале сезона был не сильно надёжен, однако по итогу он набирался опыта против опытных соперников и улучшал свои навыки защитника.
После первых матчей в АХЛ издание The Athletic выпустило статью с большим анализом игры Левшунова в новой лиге. В ней отмечалось отличное катание белоруса. «То, как он двигается, это один, два шага, и он уже на полной скорости», — сказал главный тренер команды «Рокфорд Айсхогс» Андрес Соренсен. Левшунов также проявил физическую силу, успешно борясь за шайбу и используя свои габариты в защитных действиях. Соренсен подчеркнул его умение предугадывать действия противников и эффективно использовать клюшку. В публикации также отмечалось умение хоккеиста держать шайбу на форхенде, что позволяло ему сохранять угрозу для соперников.
Левшунов дебютировал в НХЛ, проявив себя как игрок, который старается контролировать свою агрессию. В первом периоде он играл осторожно, показывая хорошие защитные навыки, а в последующих периодах начал проявлять больше атакующих действий. Он успешно сдерживал таких игроков, как Натан Маккиннон, и, хотя не смог забить, продемонстрировал уверенное ведение игры и хорошие пассы. Несмотря на свою физическую мощь, Левшунов не всегда использовал тело в борьбе, полагаясь на клюшку. Тем не менее, он провел почти 21 минуту на льду и сделал шесть бросков, из которых три пришлись в створ ворот. Несмотря на трудности, связанные с отсутствием партнера по команде из-за травмы, он показал, что может быть полезен в игре. Тренеры и товарищи по команде выразили положительные отзывы о его игре и уверены в его потенциале в будущем.

## Статистика
| Легенда | Легенда                    | Легенда | Легенда                   | Легенда | Легенда    |
| ------- | -------------------------- | ------- | ------------------------- | ------- | ---------- |
| И       | Количество проведённых игр | Штр     | Штрафное время            | +/−     | Плюс-минус |
| Г       | Голы                       | П       | Голевые передачи          | О       | Очки       |
| -       | Статистика неизвестна      | —       | Статистика не учитывалась |         |            |

## Награды
| Год  | Награда                                                             | Примечания |
| ---- | ------------------------------------------------------------------- | ---------- |
| 2023 | Третья команда USHL                                                 | [ 26 ]     |
| 2023 | Первая команда новичков USHL                                        | [ 25 ]     |
| 2024 | Лучший оборонительный игрок года по версии Big Ten в мужском хоккее | [ 58 ]     |
| 2024 | Новичок года в мужском хоккее по версии Big Ten                     | [ 58 ]     |
| 2024 | Первая команда по версии Big Ten                                    | [ 58 ]     |
| 2024 | Команда новичков по версии Big Ten                                  | [ 58 ]     |